# Guy Van Sam
Guy Van Sam est un footballeur international français né le 20 décembre 1935 à Beyrouth et mort à Toulon le 8 février 2024. 
Il joue au poste d'attaquant de la fin des années 1950 à la fin des années 1960. 
Guy Van Sam a joué 96 matchs en Division 1 et a inscrit 50 buts dans ce championnat. Il a par ailleurs disputé 185 matchs en Division 2, marquant 86 buts dans cette division.

## Carrière
- 1955-1958 :  L'Enclos-Saint-François Montpellier
- 1958-1960 :  SO Montpellier
- 1960-1965 :  RC Paris
- 1965-1968 :  SC Toulon
- 1968-1972 :  UA La Valette[2]

## Palmarès
- Vice-champion de France en 1961 et 1962 avec le RC Paris
- 3 sélections en équipe de France en 1961